# William Graves Sharp

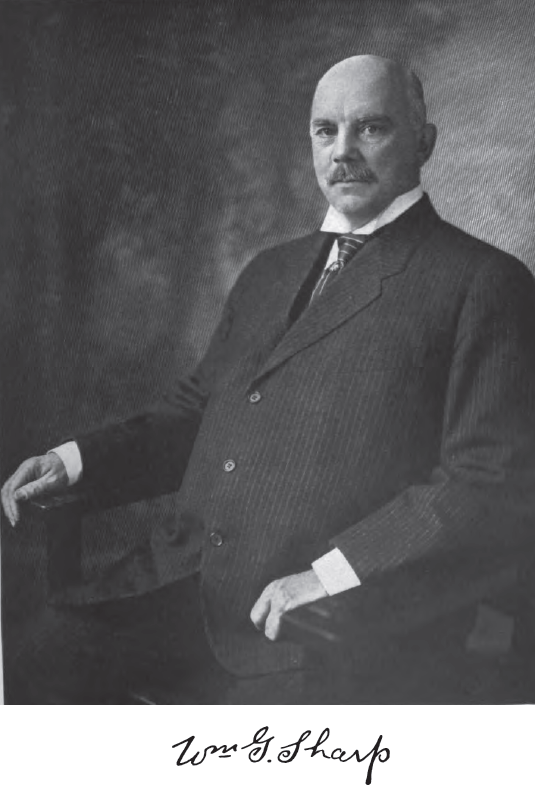
William Graves Sharp

William Graves Sharp (* 14. März 1859 in Mount Gilead, Ohio; † 17. November 1922 in Elyria, Ohio) war ein US-amerikanischer Politiker. Zwischen 1909 und 1914 vertrat er den Bundesstaat Ohio im US-Repräsentantenhaus.

## Werdegang
Noch in seiner Jugend kam William Sharp mit seinen Eltern nach Elyria, wo er die öffentlichen Schulen besuchte. Nach einem anschließenden Jurastudium an der University of Michigan in Ann Arbor und seiner 1881 erfolgten Zulassung als Rechtsanwalt begann er in Elyria in diesem Beruf zu arbeiten. Zwischen 1885 und 1888 war er Staatsanwalt im dortigen Lorain County. Er war außerdem an der Herstellung von Holzkohle, Roheisen und Chemikalien beteiligt. Gleichzeitig schlug er als Mitglied der Demokratischen Partei eine politische Laufbahn ein. Im Jahr 1900 kandidierte er noch erfolglos für das US-Repräsentantenhauses; 1904 nahm er als Delegierter an der Democratic National Convention in St. Louis teil.
Bei den Kongresswahlen des Jahres 1908 wurde Sharp im 14. Wahlbezirk von Ohio in das US-Repräsentantenhaus in Washington, D.C. gewählt, wo er am 4. März 1909 die Nachfolge des Republikaners J. Ford Laning antrat. Nach zwei Wiederwahlen konnte er bis zu seinem Rücktritt am 23. Juli 1914 im Kongress verbleiben. Im Jahr 1913 wurden der 16. und der 17. Verfassungszusatz ratifiziert. Dabei ging es um die bundesweite Einführung der Einkommensteuer und die Direktwahl der US-Senatoren.
Sharps Rücktritt erfolgte nach seiner Ernennung zum US-Botschafter in Frankreich. Dieses Amt bekleidete er als Nachfolger von Myron T. Herrick bis zum 14. April 1919. In diese Zeit fiel der Erste Weltkrieg. Nach seiner Rückkehr nach Elyria befasste sich William Sharp mit literarischen Angelegenheiten. Dort ist er am 17. November 1922 auch verstorben.